# Barrio el Mango
Barrio el Mango är en ort i Mexiko.   Den ligger i kommunen Tancanhuitz och delstaten San Luis Potosí, i den centrala delen av landet, 240 km norr om huvudstaden Mexico City. Barrio el Mango ligger 299 meter över havet och antalet invånare är 107.
Terrängen runt Barrio el Mango är lite kuperad. Runt Barrio el Mango är det ganska tätbefolkat, med 124 invånare per kvadratkilometer. Närmaste större samhälle är Villa Terrazas, 17,2 km söder om Barrio el Mango. I omgivningarna runt Barrio el Mango växer huvudsakligen savannskog.